# Bundesstraße 457
Die Bundesstraße 457 (Abkürzung: B 457) ist eine Bundesstraße in Deutschland. Sie beginnt in Gießen, führt über Lich, Hungen, Nidda und Büdingen bis nach Gründau, wo sie direkt in die Bundesautobahn 66 mündet.

## Geschichte
Im ursprünglichen Verlauf führte die Bundesstraße durch die Ortskerne von Langsdorf und Hungen.
Am 21. Dezember 2001 begann der Bau einer Ortsumgehung um Langsdorf. Der alte Ortskern war der zunehmenden Belastung des steigenden Verkehrs nicht gewachsen und auch die Lärmbelästigung für die Einwohner stieg, wodurch diese Umgehung notwendig wurde.
Dieses Bauwerk wird von einer Brücke, die nach Bettenhausen führt, überspannt.
Am 25. Juli 2005 wurde mit dem Bau der Ortsumgehung Hungen begonnen. Gemäß Angaben des Bundesverkehrsministeriums soll diese rund 3,9 Kilometer lange Baumaßnahme etwa elf Millionen Euro kosten. Eröffnet wurde der Bau durch die parlamentarische Staatssekretärin Angelika Mertens. Mit dem 21. Dezember 2006 wurde das Ziel erreicht und die Ortsumgehung mit insgesamt fast vier Kilometer Baulänge, fünf Brückenbauwerken und einen Kreisverkehr durch Staatssekretär Großmann eröffnet. An der Eröffnung nahmen neben Mitarbeitern der an Planung und Bau beteiligten Firmen und Behörden auch viele Bürger der Stadt Hungen teil.
Am 17. März 2017 begann der Bau der Ortsumgehung Büdingen Ortsteil Büches. Die Länge der Baumaßnahme beträgt 2,6 Kilometer. Seit dem 13. November 2020 ist die Ortsumgehung für den Verkehr freigegeben.